# アイスランドの国旗

旗の模様のサイズ

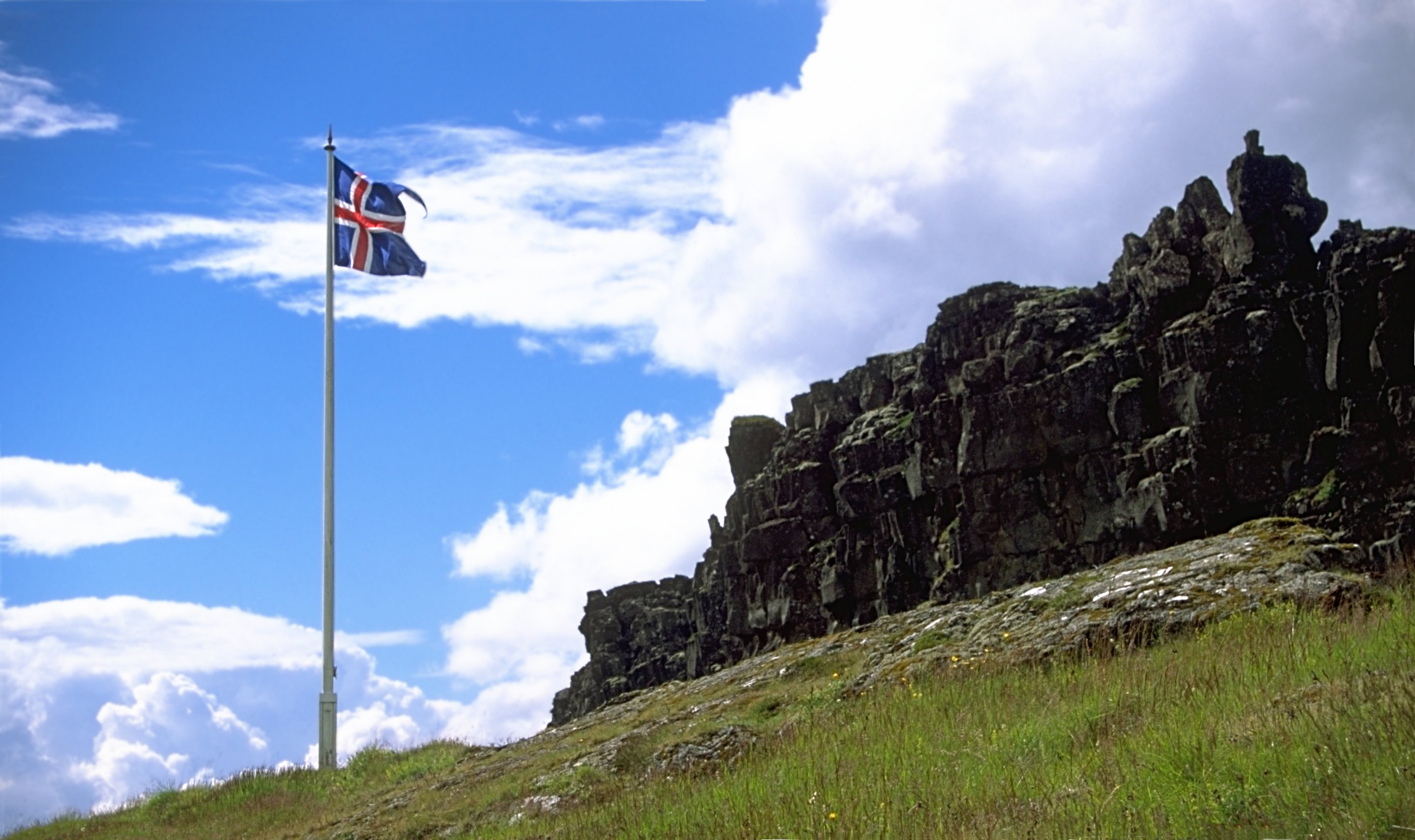
シンクヴェトリルにある

アイスランドの国旗は青地に赤と白のスカンディナヴィア十字が描かれた旗。
1915年6月19日、デンマーク領アイスランド時代として公式に制定され、1918年に成立したアイスランド王国でも引き続き使用された。さらに1944年6月17日、アイスランド共和国の樹立に伴い、改めて国旗として制定された。
青は古くからアイスランドの国民色と考えられている。この旗が採用されるまでは、青地に白い十字架のみの旗がアイスランドのシンボルとして用いられていた。

? 政府・軍用旗、縦横比=18:37

- 大統領旗、縦横比=18:37
税関の旗

## 歴史的な旗

?デンマーク領アイスランド時代の旗
?19世紀までシンボルとして扱われた旗
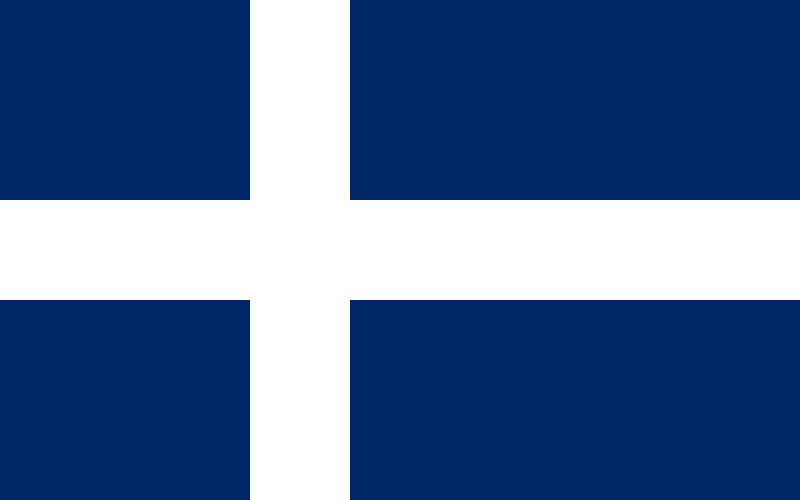
?1915年までの旗
?1914年に提案された旗
?1918年から1944年までの旗、現在のものより青が少し薄い
?現在の国旗（縦横比2:3の別タイプ）